# Turdoides sharpei
Turdoides sharpei là một loài chim trong họ Leiothrichidae.